# Ostra (Suceava)
Ostra é uma comuna romena localizada no distrito de Suceava, na região de Bucovina. A comuna possui uma área de 101.53 km² e sua população era de 3259 habitantes segundo o censo de 2007.